# Zbignjev
Zbignjev (poljsko Zbygniew) je bil od leta 1102 do 1107 vojvoda Poljske (Velikopoljska, Kujavija, Mazovija), * okoli 1073, † 8. julij 1113 ?
Bil je prvorojenec vojvode Vladislava I. Hermana in Przeclave, morda iz .družine  Prawdzic.
Zbignnjev je veljal za nezakonskega sina in so mu po rojstvu njegovega polbrata Boleslava Krivoustega namenili cerkveno kariero. Konec 11. stoletja, ko je imel resnično oblast v državi palatin Sieciech, je nasprotovanje nekaterih šlezijskih magnatov povzročilo vrnitev Zbignjeva na Poljsko in prisililo Vladislava I., da ga je priznal za svojega naslednika. Spletke Sieciecha in Vladislavove druge žene Judite Švabske so povzročile, da sta Zbignjev in njegov mlajši polbrat postala zaveznika in  na koncu prisilila očeta, da jima je razdelil državo in izgnal Sieciecha.
Po očetovi smrti je Zbignnjev kot enakopraven Boleslavov vladar dobil severni del države. Med bratoma je prihajali do sporov, ker se je Zbignjev kot starejši štel za edinega zakonitega dediča kraljestva. Začel je iskati zaveznike proti Boleslavu. V letih 1102-1106 je sledila bratomorna vojna za prevlado, v kateri je Zbignjev doživel popoln poraz in bil prisiljen oditi v izgnanstvo v Nemčijo. Pod pretvezo, da ga bo vrnil na oblast, je cesar Henrik V. leta 1109 napadel Poljsko, vendar je bil pri Głogówu poražen.
V naslednjih letih bratu Boleslavu ni uspelo premagati Češke in je moral leta 1111 z njo in cesarjem Svetega rimskega cesarstva  skleniti mir. Eden od mirovnih pogojev cesarja Henrika V. je bila vrnitev Zbignjeva na Poljsko, kjer je prejel manjšo domeno. Iz neznanih razlogov je bil Zbignjev kmalu po vrnitvi oslepljen in je nato umrl.